# José Luis Baroja Galán
José Luis Baroja (Vitòria, 21 de maig de 1970) és un exfutbolista basc, que jugava com a migcampista. És fill del també futbolista José Luis Baroja Izquierdo.

## Trajectòria
Després de passar pels juvenils de l'Aurrerá de Vitoria i l'Athletic Club, a la 89/90 recala al Gernika CF, de Tercera Divisió. A l'any següent jugaria amb la UD Melilla, ja a Segona B, categoria on també militaria amb la SD Lemona i el Recreativo de Huelva.
L'estiu de 1994 fitxa pel Rayo Vallecano. Eixe any el conjunt madrileny aconsegueix l'ascens a la màxima categoria, a la qual Baroja formà part de l'equip titular del Rayo, i hi jugaria 33 partits i marcaria dos gols. La temporada 96/97 s'hi incorporaria al CP Mérida i a l'any següent, a l'Albacete Balompié.
La temporada 98/99 recala a l'Hèrcules CF, amb qui jugaria tant en Segona com a Segona B. Després de sortir de l'equip herculà, el 2002, Baroja ha militat en diferents equips de la Tercera valenciana, com el Benidorm CD, Torrellano CF, Novelda CF o Jove Espanyol.